# Lillemor Grimsgaard
Lillemor Grimsgaard, även Lillemor Grimsgård, var en norsk skådespelare.
Grimsgaard verkade i början av 1950-talet vid Folketeatret. Hon medverkade också uppsättningen av Henrik Ibsens Peer Gynt i Frognerparken 1957. Därutöver medverkade hon i filmerna Den nye lægen (1943), Brudebuketten (1953), Jakten (1959) och Motforestilling (1972).

## Filmografi
- 1943 – Den nye lægen
- 1953 – Brudebuketten
- 1959 – Jakten
- 1972 – Motforestilling